# Proyecto Dos
Proyecto Dos es una película española, estrenada en abril de 2008, dirigida por Guillermo Fernández Groizard y protagonizada por Adrià Collado y Lucía Jiménez.
Su nombre durante el rodaje fue Dos (Laberinto de espejos) y se lanzó como Project Two en el mercado internacional.
En 2008, se presentó en el Festival de Málaga.

## Sinopsis
Diego (Adrià Collado), es un investigador genético español que sufre extraños sueños lúcidos. Queda sorprendido al ver en televisión cómo un hombre igual a él es atropellado en Buenos Aires (Argentina). Se embarca en la búsqueda del que cree su hermano gemelo y termina descubriendo una conspiración rusa acerca de la clonación.

## Actores
- Adrià Collado: Diego
- Lucía Jiménez: Mujer de Diego
- Andrew Bicknell: John
- Alfonso Lara: Martin
- Nuria Gago: Emilia
- Cynthia Bachilieri: Sara
- Carlos Olalla: Eldrich
- Oscar Casas: Mateo
- Bruno Squarcia: Djanov
- Manuel Tomas del Estal Castaño: Cherkasov
- Eduardo Marciolli: Zacarias
- Patricia Clark: Alida
- Erika Sanz: Agente Collete
- Helena Carrion: Gema
- Yaiza Esteve: Olga
- Barry Anderson: Agente Informática
- Jesus Granda: Camarero Bar aeropuerto
- Xavier Anderson: Agente Michael